# Talysch-Gebirge
Das Talysch-Gebirge (persisch کوههای تالش, DMG Kūh-hā-ye Tāleš; aserbaidschanisch Talış dağları) ist ein Gebirgszug im nordwestlichen Iran und im Südosten Aserbaidschans von etwa 100 Kilometer Länge.
Es liegt im nordwestlichen Teil des Elburs-Gebirges und erstreckt sich von der Lenkoraner Niederung im Südosten Aserbaidschans bis zum unteren Teil des Flusses Sefid Rud in Nordwesten Irans.
Der höchste Gipfel ist der Kömürgöy mit 2477 m. Auf den östlichen Hängen wird das Talysch-Gebirge bis etwa 600 m von feuchtsubtropischem Klima mit Niederschlägen zwischen 1.600 mm bis 1.800 mm beherrscht. Damit ist der Gebirgszug die feuchteste Region Aserbaidschans und eine der feuchtesten Regionen Irans. Bis etwa 600 m ist der Gebirgszug mit Hyrcania-Mischwald bewachsen, danach wird die Vegetationsstufe montan. Der Grenzfluss Bolgar-Tschaj entwässert das Gebirge nach Norden hin.